# Hejce
Hejce este un sat în districtul Gönc, județul Borsod-Abaúj-Zemplén, Ungaria, având o populație de 251 de locuitori (2011). 

## Demografie
Componența etnică a satului Hejce
     Maghiari (100%)
Componența confesională a satului Hejce
     Romano-catolici (54,58%)
     Reformați (25,1%)
     Fără religie (3,19%)
     Greco-catolici (1,59%)
     Necunoscută (15,54%)
Conform recensământului din 2011, satul Hejce avea 251 de locuitori. Din punct de vedere etnic, majoritatea locuitorilor (100,0%) erau maghiari.  Din punct de vedere confesional, majoritatea locuitorilor (54,58%) erau romano-catolici, existând și minorități de reformați (25,1%), persoane fără religie (3,19%) și greco-catolici (1,59%). Pentru 15,54% din locuitori nu este cunoscută apartenența confesională.

## Vezi și
- Prăbușirea aeronavei militare slovace Antonov An-24 în Ungaria din 2006